# Konstrukcja wieńcowa

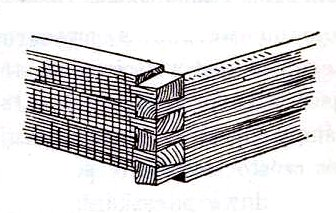
Zamek węgłowy bez ostatków

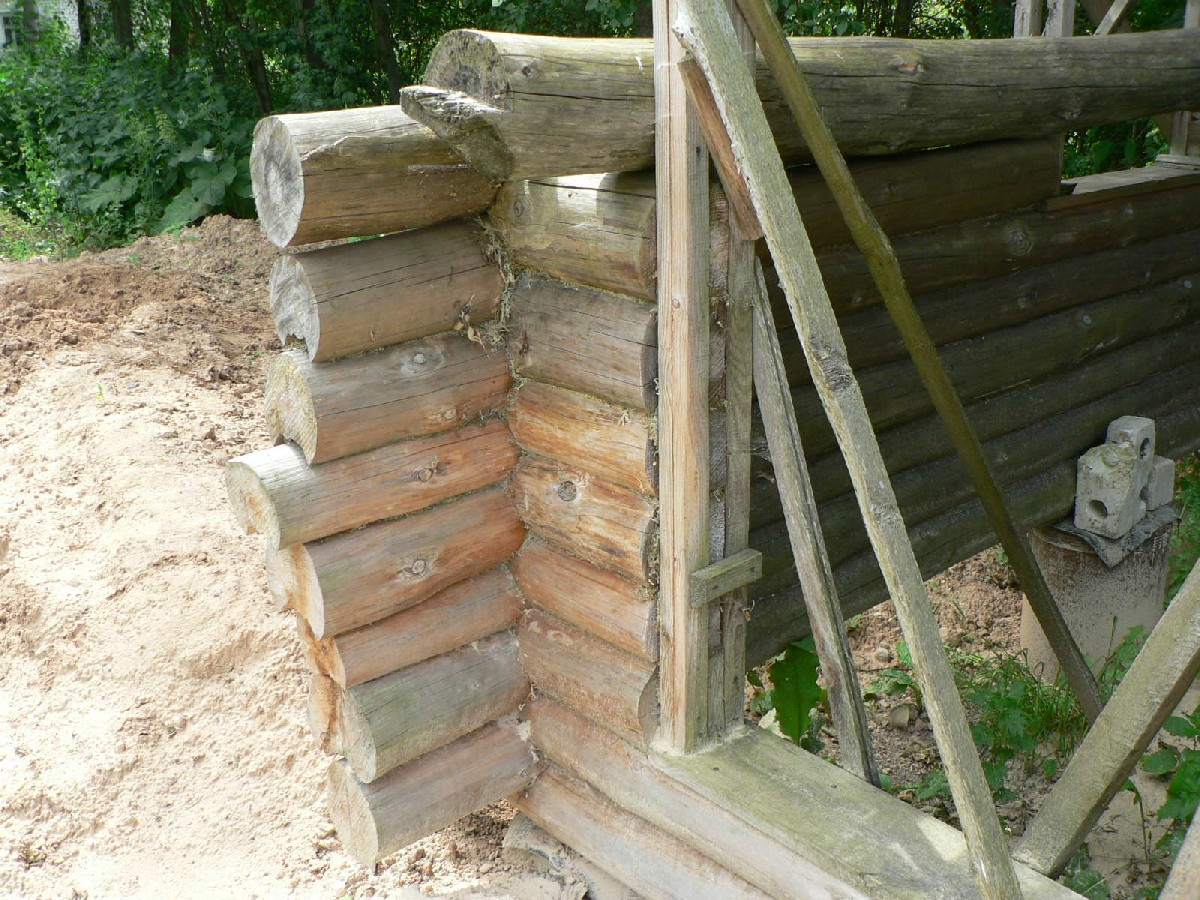
Wznoszenie budowli zrębowej

Konstrukcja wieńcowa, konstrukcja zrębowa (ściana wieńcowa, zrębowa, na zrąb, konstrukcja węgłowa, blok-hauzowa, na zamek) – ściana drewniana znana od czasów prehistorycznych (od neolitu). Nadal kontynuowana w rejonach Polski o tradycjach ciesielskich, takich jak Podhale czy Kurpie. Tego typu domy stanowią część substancji mieszkaniowej we wsiach i miasteczkach Białorusi, Rosji i Ukrainy.
Ściana składa się z ułożonych poziomo wieńców z belek drewnianych łączonych w narożach (węgłach) na zamki z ostatkami lub bez nich. Ostatkami nazywa się wystające poza obrys budynku końce belek. Kształt belek jest zróżnicowany, np. okrąglaki, połowizny, belki prostokątne lub prostokątne ze ściętą krawędzią, łączone na wpusty itp. Belki leżące na sobie łączy się na ogół dębowymi kołkami – tyblami, chroniąc je przed przesunięciem. Pomiędzy belkami zachowana jest szczelina na ok. 2 cm. Belki od strony zewnętrznej mają sfazowane kanty, co ułatwia proces uszczelnienia. Szczelinę pomiędzy nimi uszczelnia się np. słomą, sznurem, pakułami, strużynami, wrzosem, wysuszonym mchem albo połączeniem na pióro i wpust.
Ściany stawia się na fundamentach murowanych np. z kamienia lub cegły i izolowanych od drewna warstwami papy.  Belki stropowe lub krokwie opierają się na najwyższej belce ściany wieńcowej tzw. balu oczepowym. Ściany wewnętrzne łączy się z zewnętrznymi na półteowy zamek w jaskółczy ogon. Długość ściany wieńcowej wahała się od 4 do 6 m. W przypadku stosowania belek o małej szerokości długie ściany mają tendencję do wypaczania się. Aby temu zapobiec stosuje się co 3–4 m (najczęściej w połowie rozpiętości ściany) pionowe, obustronne kleszcze, tzw. lisice, ściągnięte ze sobą śrubami albo przez wprowadzenie złącz na kołki na odcinkach międzywęgłowych.